# خوان بابلو كافا
خوان بابلو كافا (بالإسبانية: Juan Pablo Caffa) (30 سبتمبر 1984 بسانتا في في الأرجنتين - ) هو لاعب كرة قدم أرجنتيني في مركز الوسط. لعب مع أرسنال ساراندي وبوكا جونيورز وديفينسور سبورتينغ وريال بيتيس وريال سرقسطة وفيرو كاريل أويستي ونادي أستيراس تريبوليس ونادي الجامعة الكاثوليكية (الإكوادور) وL.D.U. Loja ‏.

## روابط خارجية
- خوان بابلو كافا على موقع قاعدة بيانات كرة القدم.إي يو (الإنجليزية)
- خوان بابلو كافا على موقع Soccerway.com (الإنجليزية)